# Columba torringtoniae
Columba torringtoniae là một loài chim trong họ Columbidae.

## Hình ảnh

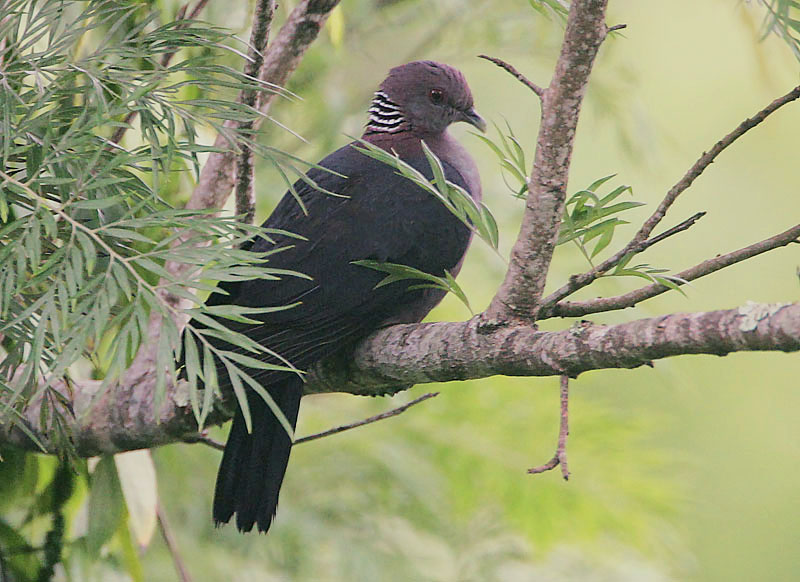
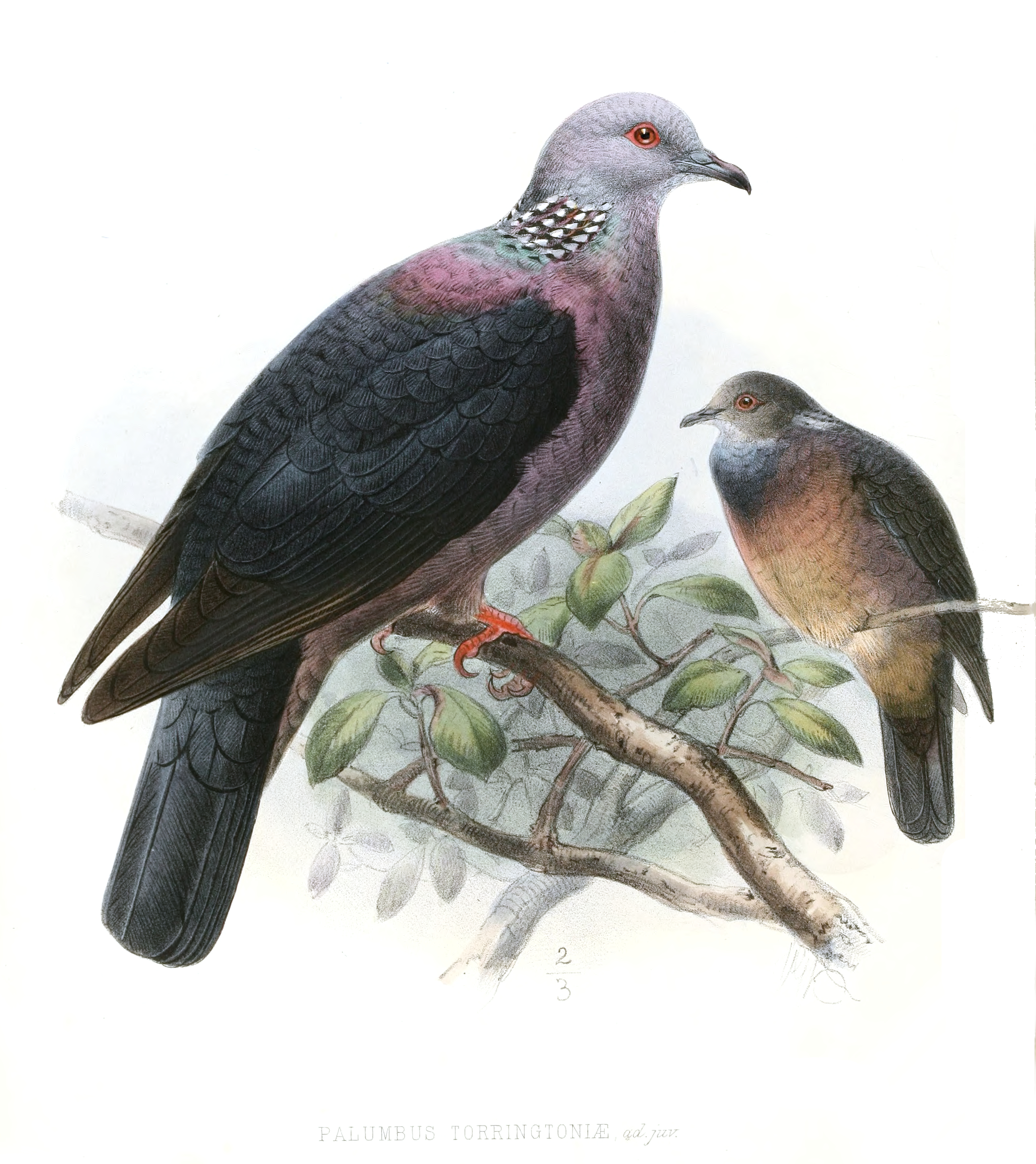